# Genealogisches Handbuch des Adels
Genealogisches Handbuch des Adels (GHdA) ist ein Nachschlagewerk, das von 1951 bis 2015 im C. A. Starke Verlag erschienen ist und von der Stiftung Deutsches Adelsarchiv herausgegeben wurde. Es verstand sich als Nachfolger des ehemals von Justus Perthes herausgegebenen Gothaischen Genealogischen Hofkalenders und des Gothaischen Genealogischen Taschenbuchs. Fortgesetzt wird es seit 2015 vom Gothaischen Genealogischen Handbuch.

## Inhalt
Das GHdA gibt Aufschluss über die Abstammung vieler Namensträger und Mitglieder aus Familien des deutschen Adels, über deren Stammlisten und Familienwappen.
Es erfasst in seinen 158 Bänden Adelsfamilien aus dem Gebiet des ehemaligen Heiligen Römischen Reiches, d. h. der heutigen Länder Deutschland, Österreich, Liechtenstein, Schweiz, Niederlande, Belgien, Luxemburg, Tschechien, Slowenien, des größten Teils Italiens (einschließlich der Vatikanstadt) sowie Teile des heutigen Frankreich (Lothringen, Elsass, Burgund), der baltischen Staaten, des heutigen Polen (Schlesien, Pommern, Ost- und Westpreußen, Provinz Posen, Galizien) und der Ukraine (Galizien und Bukowina).
Die Bände wurden in unterschiedlichen Unterreihen veröffentlicht:
- Adelige Häuser des Ur- und Briefadels[1]
- Freiherrliche Häuser, Titular- und reichsunmittelbare Freiherrn und Barone
- Gräfliche Häuser in der Regel titulargräfliche Häuser
- Fürstliche Häuser
  - erste Abteilung, regierende und ehemals regierende Häuser,
  - zweite Abteilung, mediatisierte, standesherrliche und nicht souveräne Häuser (die – wie die erste Abteilung – zum Hochadel gezählt werden),
  - dritte Abteilung, titularfürstliche Häuser, welche nach veralteter, deutsch-zentrischer Sicht gelegentlich zum niederen Adel gezählt wurden, tatsächlich jedoch als Europäischer Hochadel dritter Abteilung zu bezeichnen sind.

Die Veröffentlichung der einzelnen Familienartikel oblag den Adelsfamilien selbst. Die Aufsicht über die Richtigkeit aller veröffentlichten Angaben und Daten lag zuletzt beim Deutschen Adelsrechtsausschuß.
Hauptbearbeiter war bis Mitte der 1960er Jahre Hans Friedrich von Ehrenkrook, u. a. mit den Mitarbeitern Jürgen von Flotow, der auch am Deutschen Adelsblatt mitwirkte, sowie Friedrich Wilhelm Euler. Ehrenkrooks Nachfolger waren Walter von Hueck, mit Klaus von Andrian-Werburg, dann viele Jahrzehnte Christoph Franke und Gottfried Graf Finck von Finckenstein.
Neben dem GHdA gibt es seit 1950 noch das von Franz Josef zu Hohenlohe-Schillingsfürst begründete Genealogische Handbuch des in Bayern immatrikulierten Adels und seit 2011 das Genealogische Handbuch der Baltischen Ritterschaften (Neue Folge).

## Der Gotha

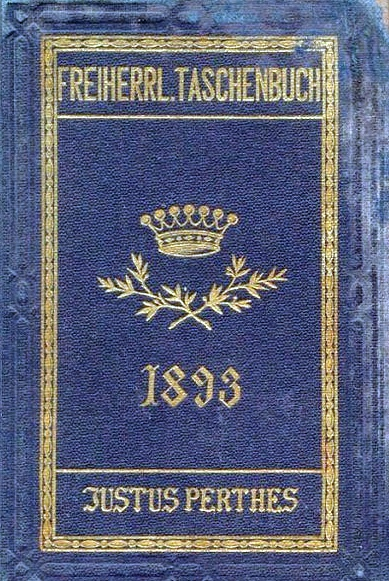
Freiherrliches Taschenbuch des „Gotha“

Vorgänger des GHdA war „der Gotha“, benannt nach seinem Verlagsort Gotha. Dessen erste Ausgabe erschien im Jahr 1763 bei C. W. Ettinger in Gotha, und ab 1785 im Justus-Perthes-Verlag unter dem Titel Gothaischer Hof-Kalender zum Nutzen und Vergnügen eingerichtet. Ettinger und Perthes hatten bis 1785 zusammengearbeitet. Die französische Ausgabe erschien bis 1944 unter dem Reihentitel Almanach de Gotha. Der „Gotha“ wurde bis 1944 durch Neuauflagen mit unterschiedlichen – immer wieder leicht veränderten – Titeln (Gothaischer Genealogischer Kalender, Gothaischer genealogischer Hof-Kalender oder Gothaer Hof-Kalender) ständig aktualisiert, verändert und ergänzt. Nicht alle der im Gotha vertretenen Familien wurden bei der Herausgabe des GHdA berücksichtigt.
Urheber- oder Verlagsrechte an den Publikationen bzw. Titeln des Gotha haben der C. A. Starke Verlag oder das Deutsche Adelsarchiv niemals erworben, noch beabsichtigten die Familie Perthes bzw. der Verlag Justus Perthes jemals, solche Rechte an den C. A. Starke Verlag oder an das Deutsche Adelsarchiv abzugeben.
Seit 2015 wird das Gothaische Genealogische Handbuch (GGH) von der Stiftung Deutsches Adelsarchiv herausgegeben, die im Jahr 2013 die Namensrechte am Almanach de Gotha vom Verlag Ernst Klett Stuttgart (als Rechtsnachfolger des Almanach de Gotha seit der Übernahme des Verlages Justus Perthes / Haack Gotha im Jahr 1992) erworben hat.
Seit 1824 wurden die im Hofkalender aufgeführten Herrscher- und Fürstenfamilien in den drei Gruppen (1) aktuelle Souveräne und ihre Häuser, (2) andere in Deutschland, Frankreich und Italien begüterte Häuser und (3) durch Ebenbürtigkeit gekennzeichnete, mediatisierte Häuser (Standesherrlichkeit) unterschieden. Später wurde der Hofkalender noch um die vier Reihen der Taschenbücher der gräflichen Häuser (seit 1825), der freiherrlichen Häuser (seit 1848), der adeligen (uradeligen) Häuser (seit 1900) und der briefadeligen Häuser (seit 1907) erweitert.
In Konkurrenz zum „Gotha“ erschienen kurzzeitig auch:
- Moritz Maria von Weittenhiller: Genealogisches Taschenbuch der Ritter- und Adelsgeschlechter. Brünn 1870 und 1877–1894. (Zweiter bis Sechster Jahrgang)
- Alexander Freiherr von Dachenhausen: Genealogisches Taschenbuch des Uradels. Brünn 1891–1893. (Band 1, Band 2)
- Marcelli Janecki: Handbuch des Preußischen Adels. 2 Bände, Berlin 1892–1893. (Band 1 archive.org, Band 2 archive.org).
- Marcelli Janecki: Jahrbuch des Deutschen Adels. 3 Bände, Hrsg. DAG, Berlin 1896–1899.
- Genealogisches Handbuch der baltischen Ritterschaften. 7 Bände, Görlitz 1929–1939.

## Adelslexikon
In den Jahren 1972 bis 2012 erschien in der Reihe des GHdA auch das „Adelslexikon“ in insgesamt 18 Bänden. Darin aufgenommen wurde jede nach 1800 noch existierende Adelsfamilie möglichst mit folgenden Angaben: Konfession; Heimat; erstes urkundliches Auftreten (mit Nachweisen); Stammvater, mit dem die sichere Stammreihe beginnt; Diplomverleihungen und -empfänger; Geschlechtsverband; Wappenbeschreibung (u. U. Abbildung des Stammwappens); Literaturhinweise. Dabei wurde besonderer Wert auf die Erfassung derjenigen seit 1850 geadelten Familien gelegt, die in der Literatur bisher nicht nachgewiesen waren. Die Literaturhinweise enthalten auch entlegene Veröffentlichungen sowie in kleinen Auflagen erschienene Familiengeschichten. Mit dem 2012 erschienenen Registerband ist das Adelslexikon abgeschlossen.
| Band  | Bereich   | Ausgabedatum | Band der Gesamtreihe |
| ----- | --------- | ------------ | -------------------- |
| I     | A–Bon     | 1972         | 53                   |
| II    | Boo–Don   | 1974         | 58                   |
| III   | Dor–F     | 1975         | 61                   |
| IV    | G–Har     | 1978         | 67                   |
| V     | Has–I     | 1984         | 84                   |
| VI    | J–Kra     | 1987         | 91                   |
| VII   | Kre–Lod   | 1989         | 97                   |
| VIII  | Loe–Mes   | 1997         | 113                  |
| IX    | Met–Oe    | 1998         | 116                  |
| X     | Of–Pra    | 1999         | 119                  |
| XI    | Pre–Rok   | 2000         | 122                  |
| XII   | Rol–Schm  | 2001         | 125                  |
| XIII  | Schn–Stad | 2002         | 128                  |
| XIV   | Stae–Tra  | 2003         | 131                  |
| XV    | Tre–Wee   | 2004         | 134                  |
| XVI   | Weg–Z     | 2005         | 137                  |
| XVII  | Nachträge | 2008         | 144                  |
| XVIII | Register  | 2012         | 151                  |

## Deutsches Geschlechterbuch
Parallel zum Genealogischen Handbuch des Adels erscheint für nichtadelige Familien das Deutsche Geschlechterbuch als Genealogisches Handbuch der bürgerlichen Familien, wie der Titel früher lautete. Der Aufbau dieses Handbuchs ist mit dem des GHdA identisch. Viele der Bände sind nach Herkunftsregion der Familien geordnet.

## Einzelbände
| Band | Reihe                | Abteilung | Teilband | Hauptbearbeiter                                         | Jahr |
| ---- | -------------------- | --------- | -------- | ------------------------------------------------------- | ---- |
| 1    | Fürstliche Häuser    | -         | 1        | Hans Friedrich von Ehrenkrook                           | 1951 |
| 2    | Gräfliche Häuser     | A         | 1        | Hans Friedrich von Ehrenkrook                           | 1952 |
| 3    | Fürstliche Häuser    | -         | 2        | Hans Friedrich von Ehrenkrook                           | 1953 |
| 4    | Freiherrliche Häuser | A         | 1        | Hans Friedrich von Ehrenkrook                           | 1952 |
| 5    | Adelige Häuser       | A         | 1        | Hans Friedrich von Ehrenkrook                           | 1953 |
| 6    | Gräfliche Häuser     | B         | 1        | Hans Friedrich von Ehrenkrook                           | 1953 |
| 7    | Freiherrliche Häuser | B         | 1        | Hans Friedrich von Ehrenkrook                           | 1954 |
| 8    | Fürstliche Häuser    | -         | 3        | Hans Friedrich von Ehrenkrook                           | 1955 |
| 9    | Adelige Häuser       | B         | 1        | Hans Friedrich von Ehrenkrook                           | 1954 |
| 10   | Gräfliche Häuser     | A         | 2        | Hans Friedrich von Ehrenkrook                           | 1955 |
| 11   | Adelige Häuser       | A         | 2        | Hans Friedrich von Ehrenkrook                           | 1955 |
| 12   | Adelige Häuser       | B         | 2        | Hans Friedrich von Ehrenkrook                           | 1956 |
| 13   | Freiherrliche Häuser | A         | 2        | Hans Friedrich von Ehrenkrook                           | 1956 |
| 14   | Fürstliche Häuser    | -         | 4        | Hans Friedrich von Ehrenkrook                           | 1956 |
| 15   | Adelige Häuser       | A         | 3        | Hans Friedrich von Ehrenkrook                           | 1957 |
| 16   | Freiherrliche Häuser | B         | 2        | Hans Friedrich von Ehrenkrook                           | 1957 |
| 17   | Adelige Häuser       | B         | 3        | Hans Friedrich von Ehrenkrook                           | 1958 |
| 18   | Gräfliche Häuser     | A         | 3        | Hans Friedrich von Ehrenkrook                           | 1958 |
| 19   | Fürstliche Häuser    | -         | 5        | Hans Friedrich von Ehrenkrook                           | 1959 |
| 20   | Adelige Häuser       | B         | 4        | Hans Friedrich von Ehrenkrook                           | 1959 |
| 21   | Freiherrliche Häuser | A         | 3        | Hans Friedrich von Ehrenkrook                           | 1959 |
| 22   | Adelige Häuser       | A         | 4        | Hans Friedrich von Ehrenkrook                           | 1960 |
| 23   | Gräfliche Häuser     | B         | 2        | Hans Friedrich von Ehrenkrook                           | 1960 |
| 24   | Adelige Häuser       | A         | 5        | Hans Friedrich von Ehrenkrook                           | 1960 |
| 25   | Fürstliche Häuser    | -         | 6        | Hans Friedrich von Ehrenkrook                           | 1961 |
| 26   | Adelige Häuser       | B         | 5        | Hans Friedrich von Ehrenkrook                           | 1961 |
| 27   | Freiherrliche Häuser | A         | 4        | Hans Friedrich von Ehrenkrook                           | 1962 |
| 28   | Gräfliche Häuser     | A         | 4        | Hans Friedrich von Ehrenkrook                           | 1962 |
| 29   | Adelige Häuser       | A         | 6        | Hans Friedrich von Ehrenkrook                           | 1962 |
| 30   | Freiherrliche Häuser | A         | 5        | Hans Friedrich von Ehrenkrook                           | 1963 |
| 31   | Freiherrliche Häuser | B         | 3        | Hans Friedrich von Ehrenkrook                           | 1963 |
| 32   | Adelige Häuser       | B         | 6        | Hans Friedrich von Ehrenkrook                           | 1964 |
| 33   | Fürstliche Häuser    | -         | 7        | Hans Friedrich von Ehrenkrook                           | 1964 |
| 34   | Adelige Häuser       | A         | 7        | Hans Friedrich von Ehrenkrook                           | 1965 |
| 35   | Gräfliche Häuser     | B         | 3        | Hans Friedrich von Ehrenkrook                           | 1965 |
| 36   | Adelige Häuser       | B         | 7        | Walter von Hueck                                        | 1965 |
| 37   | Freiherrliche Häuser | A         | 6        | Walter von Hueck                                        | 1966 |
| 38   | Adelige Häuser       | A         | 8        | Walter von Hueck                                        | 1966 |
| 39   | Freiherrliche Häuser | B         | 4        | Walter von Hueck                                        | 1967 |
| 40   | Gräfliche Häuser     | A         | 5        | Walter von Hueck                                        | 1967 |
| 41   | Adelige Häuser       | B         | 8        | Walter von Hueck                                        | 1968 |
| 42   | Fürstliche Häuser    | -         | 8        | Walter von Hueck                                        | 1968 |
| 43   | Adelige Häuser       | A         | 9        | Walter von Hueck                                        | 1969 |
| 44   | Freiherrliche Häuser | A         | 7        | Walter von Hueck                                        | 1969 |
| 45   | Adelige Häuser       | A         | 10       | Walter von Hueck                                        | 1969 |
| 46   | Adelige Häuser       | B         | 9        | Walter von Hueck                                        | 1970 |
| 47   | Gräfliche Häuser     | A         | 6        | Walter von Hueck                                        | 1970 |
| 48   | Freiherrliche Häuser | B         | 5        | Walter von Hueck                                        | 1970 |
| 49   | Adelige Häuser       | A         | 11       | Walter von Hueck                                        | 1971 |
| 50   | Fürstliche Häuser    | -         | 9        | Walter von Hueck                                        | 1971 |
| 51   | Freiherrliche Häuser | A         | 8        | Walter von Hueck                                        | 1971 |
| 52   | Adelige Häuser       | B         | 10       | Walter von Hueck                                        | 1972 |
| 53   | Adelslexikon         | -         | 1        | Walter von Hueck                                        | 1972 |
| 54   | Gräfliche Häuser     | B         | 4        | Walter von Hueck                                        | 1973 |
| 55   | Adelige Häuser       | A         | 12       | Walter von Hueck                                        | 1973 |
| 56   | Gräfliche Häuser     | A         | 7        | Walter von Hueck                                        | 1973 |
| 57   | Adelige Häuser       | B         | 11       | Walter von Hueck                                        | 1974 |
| 58   | Adelslexikon         | -         | 2        | Walter von Hueck                                        | 1974 |
| 59   | Freiherrliche Häuser | A         | 9        | Walter von Hueck                                        | 1975 |
| 60   | Adelige Häuser       | A         | 13       | Walter von Hueck                                        | 1975 |
| 61   | Adelslexikon         | -         | 3        | Walter von Hueck                                        | 1975 |
| 62   | Freiherrliche Häuser | B         | 6        | Walter von Hueck                                        | 1976 |
| 63   | Gräfliche Häuser     | -         | 8        | Walter von Hueck                                        | 1976 |
| 64   | Adelige Häuser       | B         | 12       | Walter von Hueck                                        | 1977 |
| 65   | Freiherrliche Häuser | A         | 10       | Walter von Hueck                                        | 1977 |
| 66   | Adelige Häuser       | A         | 14       | Walter von Hueck                                        | 1977 |
| 67   | Adelslexikon         | -         | 4        | Walter von Hueck                                        | 1978 |
| 68   | Freiherrliche Häuser | B         | 7        | Walter von Hueck                                        | 1978 |
| 69   | Freiherrliche Häuser | A         | 11       | Walter von Hueck                                        | 1979 |
| 70   | Fürstliche Häuser    | -         | 10       | Walter von Hueck                                        | 1978 |
| 71   | Adelige Häuser       | A         | 15       | Walter von Hueck                                        | 1979 |
| 72   | Gräfliche Häuser     | -         | 9        | Walter von Hueck                                        | 1979 |
| 73   | Adelige Häuser       | B         | 13       | Walter von Hueck                                        | 1980 |
| 74   | Freiherrliche Häuser | A         | 12       | Walter von Hueck                                        | 1980 |
| 75   | Fürstliche Häuser    | -         | 11       | Walter von Hueck                                        | 1980 |
| 76   | Adelige Häuser       | A         | 16       | Walter von Hueck                                        | 1981 |
| 77   | Gräfliche Häuser     | -         | 10       | Walter von Hueck                                        | 1981 |
| 78   | Adelige Häuser       | B         | 14       | Walter von Hueck                                        | 1981 |
| 79   | Freiherrliche Häuser | B         | 8        | Walter von Hueck                                        | 1982 |
| 80   | Freiherrliche Häuser | A         | 13       | Walter von Hueck                                        | 1982 |
| 81   | Adelige Häuser       | A         | 17       | Walter von Hueck                                        | 1983 |
| 82   | Gräfliche Häuser     | -         | 11       | Walter von Hueck                                        | 1983 |
| 83   | Adelige Häuser       | B         | 15       | Walter von Hueck                                        | 1984 |
| 84   | Adelslexikon         | -         | 5        | Walter von Hueck                                        | 1984 |
| 85   | Fürstliche Häuser    | -         | 12       | Walter von Hueck                                        | 1984 |
| 86   | Adelige Häuser       | B         | 16       | Walter von Hueck                                        | 1985 |
| 87   | Adelige Häuser       | A         | 18       | Walter von Hueck                                        | 1985 |
| 88   | Freiherrliche Häuser | -         | 14       | Walter von Hueck                                        | 1986 |
| 89   | Adelige Häuser       | B         | 17       | Walter von Hueck                                        | 1986 |
| 90   | Fürstliche Häuser    | -         | 13       | Walter von Hueck                                        | 1987 |
| 91   | Adelslexikon         | -         | 6        | Walter von Hueck                                        | 1987 |
| 92   | Adelige Häuser       | A         | 19       | Walter von Hueck                                        | 1987 |
| 93   | Adelige Häuser       | A         | 20       | Walter von Hueck                                        | 1988 |
| 94   | Gräfliche Häuser     | -         | 12       | Walter von Hueck                                        | 1988 |
| 95   | Adelige Häuser       | B         | 18       | Walter von Hueck                                        | 1989 |
| 96   | Freiherrliche Häuser | -         | 15       | Walter von Hueck                                        | 1989 |
| 97   | Adelslexikon         | -         | 7        | Walter von Hueck                                        | 1990 |
| 98   | Adelige Häuser       | A         | 21       | Walter von Hueck                                        | 1990 |
| 99   | Adelige Häuser       | B         | 19       | Walter von Hueck                                        | 1990 |
| 100  | Fürstliche Häuser    | -         | 14       | Walter von Hueck                                        | 1991 |
| 101  | Gräfliche Häuser     | -         | 13       | Walter von Hueck                                        | 1991 |
| 102  | Freiherrliche Häuser | -         | 16       | Walter von Hueck                                        | 1992 |
| 103  | Adelige Häuser       | A         | 22       | Walter von Hueck                                        | 1992 |
| 104  | Adelige Häuser       | B         | 20       | Walter von Hueck                                        | 1993 |
| 105  | Gräfliche Häuser     | -         | 14       | Walter von Hueck                                        | 1993 |
| 106  | Adelige Häuser       | A         | 23       | Walter von Hueck                                        | 1994 |
| 107  | Freiherrliche Häuser | -         | 17       | Walter von Hueck                                        | 1994 |
| 108  | Adelige Häuser       | B         | 21       | Walter von Hueck                                        | 1995 |
| 109  | Freiherrliche Häuser | -         | 18       | Walter von Hueck                                        | 1995 |
| 110  | Freiherrliche Häuser | -         | 19       | Walter von Hueck                                        | 1996 |
| 111  | Adelige Häuser       | A         | 24       | Walter von Hueck                                        | 1996 |
| 112  | Gräfliche Häuser     | -         | 15       | Christoph Franke, Moritz Graf Strachwitz                | 1997 |
| 113  | Adelslexikon         | -         | 8        | Walter von Hueck                                        | 1997 |
| 114  | Fürstliche Häuser    | -         | 15       | Christoph Franke, Moritz Graf Strachwitz                | 1997 |
| 115  | Adelige Häuser       | B         | 22       | Christoph Franke, Moritz Graf Strachwitz                | 1998 |
| 116  | Adelslexikon         | -         | 9        | Walter von Hueck                                        | 1998 |
| 117  | Adelige Häuser       | A         | 25       | Christoph Franke, Moritz Graf Strachwitz                | 1998 |
| 118  | Freiherrliche Häuser | -         | 20       | Christoph Franke, Moritz Graf Strachwitz                | 1999 |
| 119  | Adelslexikon         | -         | 10       | Walter von Hueck                                        | 1999 |
| 120  | Freiherrliche Häuser | -         | 21       | Christoph Franke, Moritz Graf Strachwitz                | 1999 |
| 121  | Adelige Häuser       | B         | 23       | Christoph Franke, Moritz Graf Strachwitz                | 2000 |
| 122  | Adelslexikon         | -         | 11       | Walter von Hueck                                        | 2000 |
| 123  | Gräfliche Häuser     | -         | 16       | Christoph Franke, Moritz Graf Strachwitz                | 2000 |
| 124  | Fürstliche Häuser    | -         | 16       | Christoph Franke, Moritz Graf Strachwitz                | 2001 |
| 125  | Adelslexikon         | -         | 12       | Walter von Hueck                                        | 2001 |
| 126  | Adelige Häuser       | A         | 26       | Christoph Franke, Moritz Graf Strachwitz                | 2001 |
| 127  | Freiherrliche Häuser | -         | 22       | Christoph Franke, Moritz Graf Strachwitz                | 2002 |
| 128  | Adelslexikon         | -         | 13       | Walter von Hueck                                        | 2002 |
| 129  | Adelige Häuser       | B         | 24       | Christoph Franke, Moritz Graf Strachwitz                | 2002 |
| 130  | Gräfliche Häuser     | -         | 17       | Christoph Franke, Moritz Graf Strachwitz                | 2003 |
| 131  | Adelslexikon         | -         | 14       | Walter von Hueck                                        | 2003 |
| 132  | Adelige Häuser       | A         | 27       | Christoph Franke, Moritz Graf Strachwitz                | 2003 |
| 133  | Fürstliche Häuser    | -         | 17       | Christoph Franke, Moritz Graf Strachwitz                | 2004 |
| 134  | Adelslexikon         | -         | 15       | Walter von Hueck                                        | 2004 |
| 135  | Adelige Häuser       | B         | 25       | Christoph Franke, Moritz Graf Strachwitz                | 2004 |
| 136  | Freiherrliche Häuser | -         | 23       | Christoph Franke, Moritz Graf Strachwitz                | 2005 |
| 137  | Adelslexikon         | -         | 16       | Walter von Hueck                                        | 2005 |
| 138  | Adelige Häuser       | A         | 28       | Christoph Franke, Moritz Graf Strachwitz                | 2005 |
| 139  | Gräfliche Häuser     | -         | 18       | Christoph Franke, Moritz Graf Strachwitz                | 2006 |
| 140  | Adelige Häuser       | B         | 26       | Christoph Franke, Moritz Graf Strachwitz                | 2006 |
| 141  | Fürstliche Häuser    | -         | 18       | Christoph Franke, Gottfried Graf Finck von Finckenstein | 2007 |
| 142  | Adelige Häuser       | A         | 29       | Christoph Franke, Gottfried Graf Finck von Finckenstein | 2007 |
| 143  | Freiherrliche Häuser | -         | 24       | Christoph Franke, Gottfried Graf Finck von Finckenstein | 2008 |
| 144  | Adelslexikon         | -         | 17       | Walter von Hueck                                        | 2008 |
| 145  | Adelige Häuser       | -         | 30       | Christoph Franke, Gottfried Graf Finck von Finckenstein | 2008 |
| 146  | Gräfliche Häuser     | -         | 19       | Christoph Franke, Gottfried Graf Finck von Finckenstein | 2009 |
| 147  | Adelige Häuser       | -         | 31       | Christoph Franke, Gottfried Graf Finck von Finckenstein | 2009 |
| 148  | Adelige Häuser       | -         | 32       | Christoph Franke, Gottfried Graf Finck von Finckenstein | 2010 |
| 149  | Fürstliche Häuser    | -         | 19       | Christoph Franke, Gottfried Graf Finck von Finckenstein | 2011 |
| 150  | Freiherrliche Häuser | -         | 25       | Christoph Franke, Gottfried Graf Finck von Finckenstein | 2011 |
| 151  | Adelslexikon         | -         | 18       | Walter von Hueck                                        | 2012 |
| 152  | Adelige Häuser       | -         | 33       | Christoph Franke, Gottfried Graf Finck von Finckenstein | 2012 |
| 153  | Gräfliche Häuser     | -         | 20       | Christoph Franke, Gottfried Graf Finck von Finckenstein | 2012 |
| 154  | Adelige Häuser       | -         | 34       | Christoph Franke, Gottfried Graf Finck von Finckenstein | 2013 |
| 155  | Fürstliche Häuser    | -         | 20       | Christoph Franke, Gottfried Graf Finck von Finckenstein | 2014 |
| 156  | Adelige Häuser       | -         | 35       | Christoph Franke, Gottfried Graf Finck von Finckenstein | 2014 |
| 157  | Freiherrliche Häuser | -         | 26       | Christoph Franke, Gottfried Graf Finck von Finckenstein | 2014 |
| 158  | Adelige Häuser       | -         | 36       | Christoph Franke, Gottfried Graf Finck von Finckenstein | 2015 |